# 布里尤兹
布里尤兹（法語：Briouze，法語發音：[bʁijuz] ⓘ）是法国奥恩省的一个市镇，位于该省西部，属于阿让唐区。

## 地理
布里尤兹（48°41'56"N, 0°22'1"W）面积17.15 平方千米，位于法国诺曼底大区奧恩省，该省份为法国西北部内陆省份，北起顺时针与卡爾瓦多斯省、厄尔省、厄尔-卢瓦省、萨尔特省、马耶讷省和芒什省接壤。
与布里尤兹接壤的市镇（或旧市镇、城区）包括：克拉梅尼勒、乌尔姆地区贝卢、勒梅尼勒-德布里尤兹、潘泰勒、圣安德烈-德布里尤兹、圣奥波蒂娜。

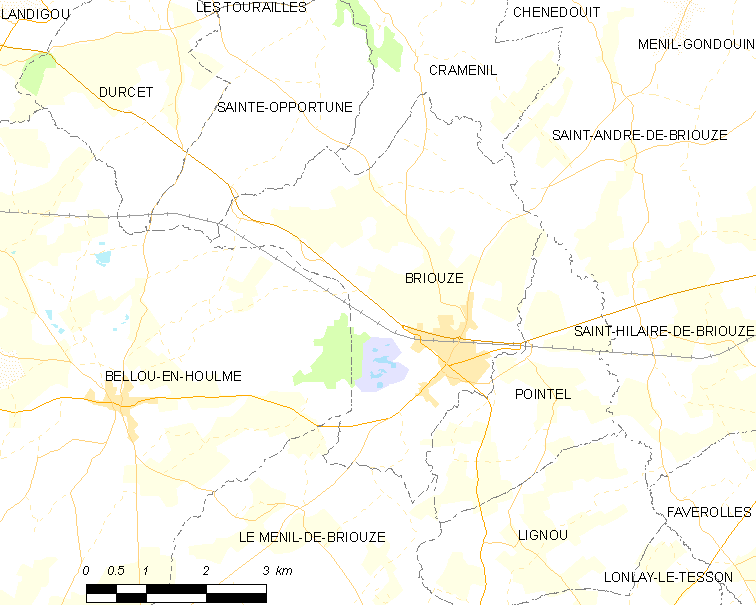
布里尤兹的OSM定位图

布里尤兹的时区为UTC+01:00、UTC+02:00（夏令时）。

## 行政
布里尤兹的邮政编码为61220，INSEE市镇编码为61063。

## 政治
布里尤兹所属的省级选区为阿蒂斯-瓦勒德鲁夫尔县。

## 人口

1962-2008年间布里尤兹人口变化图示

布里尤兹于2022年1月1日时的人口数量为1511人。